# Seuot Tunong
Seuot Tunong is een bestuurslaag in het regentschap Aceh Besar van de provincie Atjeh, Indonesië. Seuot Tunong telt 308 inwoners (volkstelling 2010).